# 에게해판

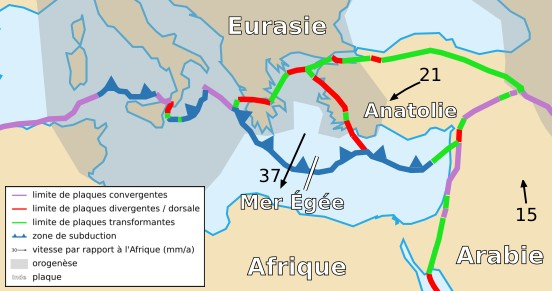
에게해판(Mer Egee)

에게해판은 동지중해의 그리스 남부에서 에게해 일대, 터키 서부에 걸쳐있는 판이다.
남쪽에서는 크레타섬 남쪽의 섭입대에서는 아프리카판이 에게해판 밑으로 침강한다. 북쪽에서는 코린토스만을 형성한 발산 경계에서 유라시아판과 만난다.

## 추가 문헌
- Bird, P. (2003). “An updated digital model of plate boundaries”. 《Geochemistry, Geophysics, Geosystems》 4 (3): 1027. doi:10.1029/2001GC000252.